# 天龍座CL

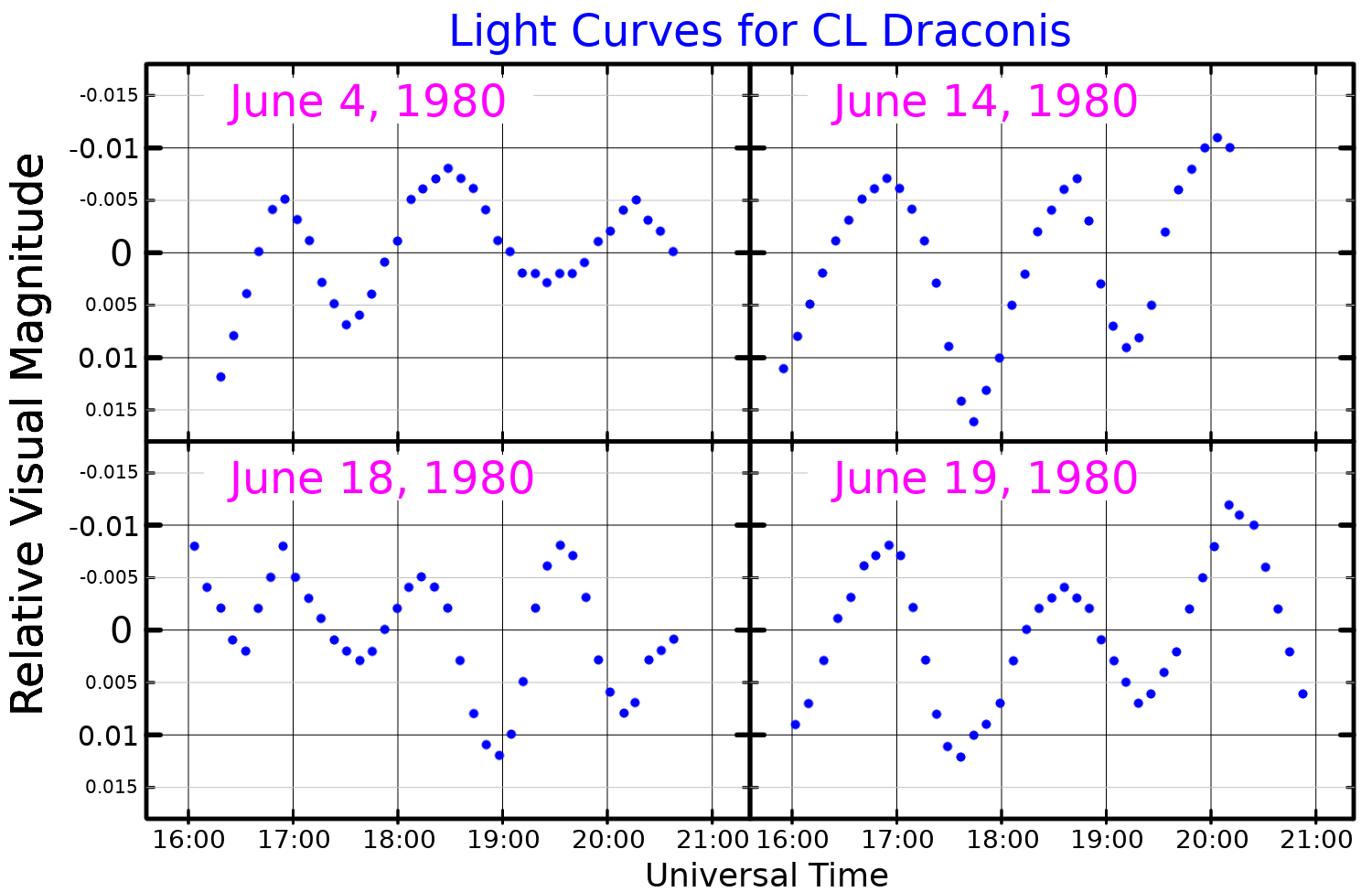
可見光上的天龍座CL亮度曲線圖

天龍座CL，又名BD+55 1793，HD 143466、SAO 29727、HR 5960，是天龍座的一颗恒星，视星等为4.95，位于銀經85.41，銀緯46.5，其B1900.0坐标为赤經15h 55m 24.9s，赤緯+55° 46.5′ 56″。